# العلاقات الإسبانية الليبية
العلاقات الإسبانية الليبية هي العلاقات الثنائية التي تجمع بين إسبانيا وليبيا.

## مقارنة بين البلدين
هذه مقارنة عامة ومرجعية للدولتين:
| وجه المقارنة                                              | إسبانيا                                                                             | ليبيا                                       |
| --------------------------------------------------------- | ----------------------------------------------------------------------------------- | ------------------------------------------- |
| المساحة (كم2)                                             | 505.99 ألف                                                                          | 1.76 مليون                                  |
| عدد السكان (نسمة)                                         | 46.73 مليون                                                                         | 6.37 مليون                                  |
| الكثافة السكانية (ن./كم²)                                 | 92.35                                                                               | 3.62                                        |
| العاصمة                                                   | مدريد                                                                               | طرابلس                                      |
| اللغة الرسمية                                             | اللغة الإسبانية، اللغة الغاليسية، لغة بشكنشية، اللغة الكتالونية، اللغة الأوكسيتانية | اللغة العربية، اللغة العربية الفصحى الحديثة |
| العملة                                                    | يورو، بيزيتا إسبانية                                                                | دينار ليبي                                  |
| الناتج المحلي الإجمالي (بليون دولار)                      | 1.31 تريليون                                                                        | 50.98 مليار                                 |
| الناتج المحلي الإجمالي (تعادل القوة الشرائية) بليون دولار | 1.77 تريليون                                                                        | 69.32 مليار                                 |
| الناتج المحلي الإجمالي الاسمي للفرد دولار أمريكي          | 28.16 ألف                                                                           |                                             |
| الناتج المحلي الإجمالي للفرد دولار أمريكي                 | 38.00 ألف                                                                           | 15.60 ألف                                   |
| مؤشر التنمية البشرية                                      | 0.876                                                                               | 0.724                                       |
| رمز المكالمات الدولي                                      | +34                                                                                 | +218                                        |
| رمز الإنترنت                                              | .es                                                                                 | .ly                                         |
| المنطقة الزمنية                                           | ت ع م+01:00، ت ع م+02:00                                                            | ت ع م+02:00، توقيت شرق أوروبا               |

## مدن متوأمة
في ما يلي قائمة باتفاقيات التوأمة بين مدن إسبانية وليبية:
- ترتبط مدريد مع طرابلس باتفاقية توأمة منذ 19 يناير 1982.[16][16][17][17]

## منظمات دولية مشتركة
يشترك البلدان في عضوية مجموعة من المنظمات الدولية، منها:
| علم المنظمة | اسم المنظمة                        | تاريخ انضمام إسبانيا | تاريخ انضمام ليبيا |
| ----------- | ---------------------------------- | -------------------- | ------------------ |
|             | مؤسسة التنمية الدولية              | 18 أكتوبر 1960       | 1 أغسطس 1961       |
|             | يونسكو                             | 30 يناير 1953        | 27 يونيو 1953      |
|             | وكالة ضمان الاستثمار متعدد الأطراف | 29 أبريل 1988        | 5 أبريل 1993       |
|             | الأمم المتحدة                      | 14 ديسمبر 1955       | 14 ديسمبر 1955     |
|             | الاتحاد البريدي العالمي            | ?                    | ?                  |
|             | البنك الدولي للإنشاء والتعمير      | 15 سبتمبر 1958       | 17 سبتمبر 1958     |
|             | الاتحاد الدولي للاتصالات           | 1866                 | 3 فبراير 1953      |
|             | منظمة حظر الأسلحة الكيميائية       | ?                    | ?                  |
|             | مؤسسة التمويل الدولية              | 24 مارس 1960         | 18 سبتمبر 1958     |
|             | منظمة الشرطة الجنائية الدولية      | ?                    | ?                  |
|             | البنك الإفريقي للتنمية             | ?                    | ?                  |

## أعلام
هذه قائمة لبعض الشخصيات التي تربطها علاقات بالبلدين:
- هبة عبوك (ممثلة إسبانية، 30 أكتوبر 1986[23] – )

## وصلات خارجية
- موقع وزارة الخارجية الإسبانية
- موقع وزارة الخارجية الليبية